# Não-Me-Toque
Não-Me-Toque là một đô thị thuộc bang Rio Grande do Sul, Brasil. Đô thị này có diện tích 361,67 km², dân số năm 2007 là 15228 người, mật độ 42,1 người/km².